# La Peña (Spagna)
La Peña è un comune spagnolo di 152 abitanti situato nella comunità autonoma di Castiglia e León.
Si trova nel Parque Natural de Arribes del Duero